# Basil Lanneau Gildersleeve
Basil Lanneau Gildersleeve, född 23 oktober 1831 i Charleston, South Carolina, död 9 januari 1924 i Baltimore, Maryland, var en amerikansk klassisk filolog. Han skrev bland annat Syntax of Classical Greek (första delen 1900).